# كانتون شارج
كانتون شارج (بالإنجليزية: Canton Charge)‏ هو فريق كرة سلة أمريكي للمحترفين تأسس في سنة 2001 يقع مقره في كانتون. يلعب في دوري الرابطة الوطنية لفئة التطوير. من لاعبيه جون هولاند وإريك مورلاند.

## وصلات خارجية
- الموقع الرسمي